# Salon-la-Tour
Salon-la-Tour är en kommun i departementet Corrèze i regionen Nouvelle-Aquitaine i de centrala delarna av Frankrike. Kommunen ligger  i kantonen Uzerche som tillhör arrondissementet Tulle. År 2022 hade Salon-la-Tour 679 invånare.

## Befolkningsutveckling
Antalet invånare i kommunen Salon-la-Tour
Referens:INSEE